# Basilique Saint-Florian de Cracovie
La basilique Saint-Florian (en polonais Bazylika św. Floriana) est une basilique baroque catholique située à Cracovie au nord de la vieille ville de Cracovie, dans le quartier de Florianstor.

## Historique
L'église a été construite entre 1185 et 1216 en style roman devant les remparts de la vieille ville de Cracovie. Elle a été consacrée par l'évêque de Cracovie Vincent Kadłubek. En 1272, l'église est mentionnée comme ecclesie... beati Floriani... à Cracouia. La ville de Florencja (fondée en 1366, plus tard Kleparz, devenue un quartier de Cracovie situé au nord de la vieille ville) a été nommée d'après l'église. Les saints Jean de Cracovie (à partir de 1439) et Jean-Paul II (1949-1951), ainsi que Martinus Vadovius (à partir de 1617), ont œuvré dans l'église.

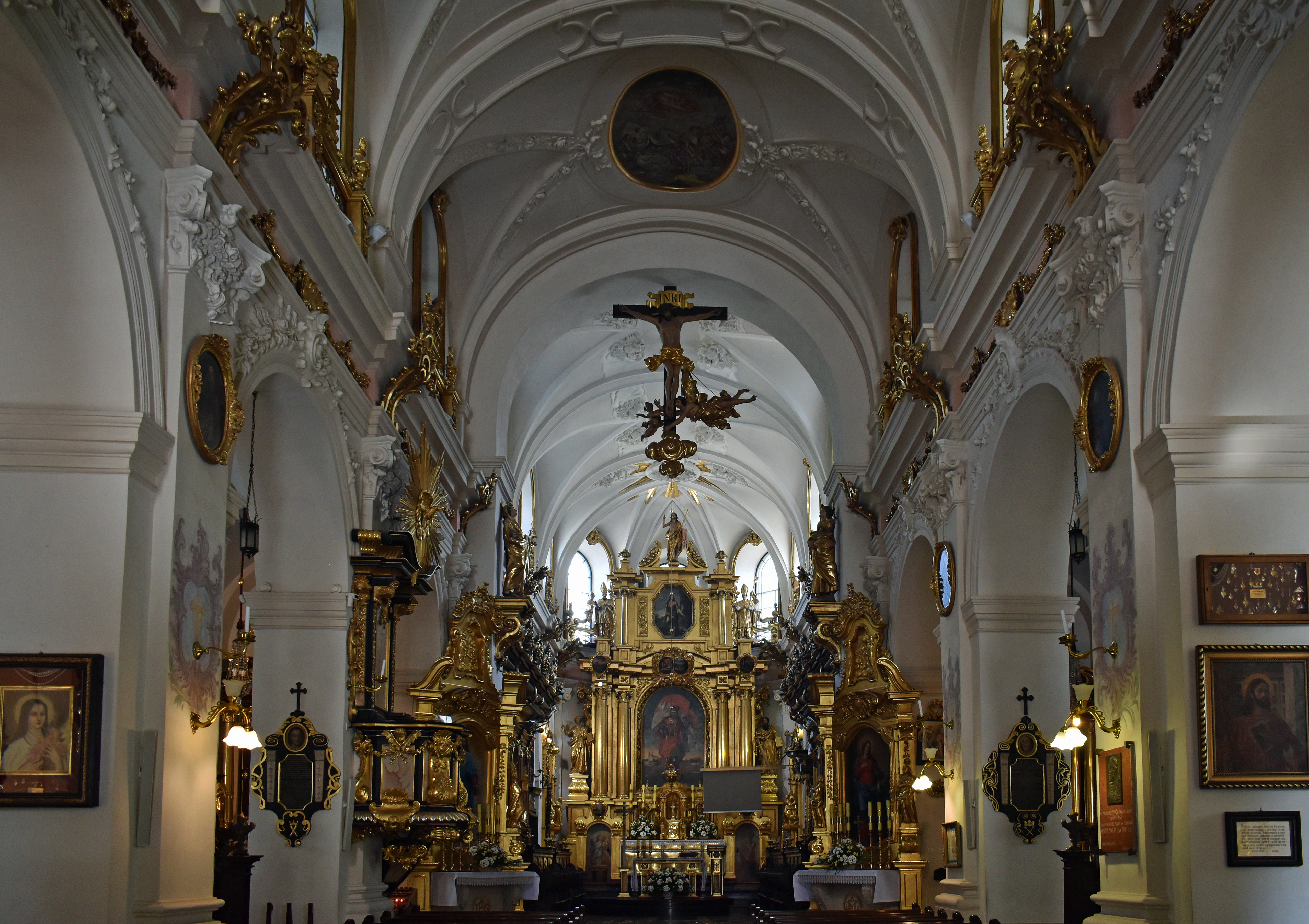
Intérieur.

Après avoir été détruite lors du Déluge suédois, l'église a été reconstruite en style baroque entre 1657 et 1684. La reine Louise-Marie de Gonzague et l'officier Tadeusz Kościuszko ont été enterrés dans l'église. L'artiste Stanisław Wyspiański s'y est marié en septembre 1900 avec Teodora Teofila Pytko. En 1999, l'église a été élevée au rang de basilique mineure par le pape Jean-Paul II. Il a également visité l'église lors de son pèlerinage en Pologne le 18 août 2002. 